# Česká Miss
Česká Miss es un concurso de belleza nacional en la República Checa. Se encarga de seleccionar a las representantes del país para los concursos Miss Universo, Miss Tierra y Miss Global.

## Ganadoras
| Año  | Česká Miss                           | 1.ª finalista                           | 2.ª finalista                       |
| ---- | ------------------------------------ | --------------------------------------- | ----------------------------------- |
| 2005 | Kateřina Smejkalová Šternberk        | Zuzana Štěpanovská Jihlava              | Michaela Štoudková Chomutov         |
| 2006 | Renata Langmannová Ivanovice na Hané | Miroslava Košťanová Praga               | Barbora Kolářová Praga              |
| 2007 | Lucie Hadašová Strážnice             | Eva Čerešňáková Praga                   | Lilian Sarah Fischerová Pilsen      |
| 2008 | Eliška Bučková Strážnice             | Hana Svobodová Zadní Zhořec             | Elisavet Charalambidu Brno          |
| 2009 | Iveta Lutovská Třeboň                | Tereza Budková Tábor                    | Zina Šťovíčková Nový Bor            |
| 2010 | Jitka Válková Jihlava                | Veronika Machová Rokycany               | Carmen Justová Sokolov              |
| Año  | Česká Miss                           | Česká Miss Mundo                        | Česká Miss Tierra                   |
| 2011 | Jitka Nováčková České Budějovice     | Denisa Domanská Koryčany                | Šárka Cojocarová Svobodné Heřmanice |
| 2012 | Tereza Chlebovská Krnov              | Linda Bartošová Vysoké Mýto             | Tereza Fajksová Ivančice            |
| 2013 | Gabriela Kratochvílová Chotěboř      | Lucie Kovandová Dolní Kounice           | Monika Leová Choceň                 |
| 2014 | Gabriela Franková Brno               | Tereza Skoumalová Ostrava               | Nikola Buranská Přerov              |
| 2015 | Nikol Švantnerová Olomouc            | Andrea Kalousová Hradec Králové         | Karolína Mališová Otice             |
| 2016 | Andrea Bezděková Náchod              | Natálie Kotková Ústí nad Labem          | Kristýna Kubíčková Ostrava          |
| Año  | Česká Miss                           | Česká Miss Tierra                       | Česká Miss Supranacional            |
| 2017 | Michaela Habáňová Zlín               | Iva Uchytilová Hlinsko                  | Tereza Vlčková Zlín                 |
| 2018 | Lea Šteflíčková Ústí nad Labem       | Tereza Křivánková Praga                 | Jana Šišková Zlín                   |
| Año  | Česká Miss                           | Miss Česko-Slovenské                    | Finalista                           |
| 2019 | Barbora Hodačová Ústí nad Labem      | Klára Vavrušková Kostelec nad Orlicí    | Karolína Kokešová Praga             |
| Año  | Česká Miss                           | Česká Miss Tierra                       | Česká Miss Global                   |
| 2022 | Vanesa Švédová Olomouc               | Kristýna Pavlovičová Bohemia Meridianal | Marie Danči Moravia-Silesia         |

## Representación internacional

### Miss Universo República Checa
: Declarada como ganadora
     : Terminó como finalista
     : Terminó como una de las semifinalistas o cuartofinalistas
     : Terminó como ganadora de premios especiales
De 1993 a 2004, las representantes de la República Checa fueron seleccionadas por el concurso Miss České republiky.
| Año  | Región             | Česká Miss             | Posición en Miss Universo | Premios especiales                     | Notas |
| ---- | ------------------ | ---------------------- | ------------------------- | -------------------------------------- | --- |
| 2025 | Praga              | Michaela Tomanová      | Por competir              | Por competir                           | |
| 2024 | Moravia-Silesia    | Marie Danči            | No clasificó              |                                        | |
| 2023 | Olomouc            | Vanesa Švédová         | No clasificó              |                                        | |
| 2022 | Zlín               | Sára Mikulenková       | No clasificó              |                                        | Designada: Mikulenková, una finalista del Česká Miss 2022, fue designada para competir debido a que la ganadora estaba programada para competir en 2023. |
| 2021 | Praga              | Karolína Kokešová      | No clasificó              |                                        | Designada: debido al impacto de la pandemia de COVID-19, la Česká Miss Global 2019 fue coronada Miss Universo República Checa 2021.                      |
| 2020 | Hradec Králové     | Klára Vavrušková       | No clasificó              |                                        | Designada: debido al impacto de la pandemia de COVID-19, la Miss Česko-Slovenské 2019 fue coronada Miss Universo República Checa 2020.                   |
| 2019 | Ústí nad Labem     | Barbora Hodačová       | No clasificó              |                                        | |
| 2018 | Ústí nad Labem     | Lea Šteflíčková        | No clasificó              |                                        | |
| 2017 | Zlín               | Michaela Habáňová      | No clasificó              |                                        | |
| 2016 | Hradec Králové     | Andrea Bezděková       | No clasificó              |                                        | |
| 2015 | Bohemia Meridional | Nikol Švantnerová      | No clasificó              |                                        | |
| 2014 | Moravia del Sur    | Gabriela Franková      | No clasificó              |                                        | |
| 2013 | Vysočina           | Gabriela Kratochvílová | No clasificó              |                                        | |
| 2012 | Moravia-Silesia    | Tereza Chlebovská      | No clasificó              |                                        | |
| 2011 | Bohemia Meridional | Jitka Nováčková        | No clasificó              |                                        | |
| 2010 | Vysočina           | Jitka Válková          | Top 15                    |                                        | |
| 2009 | Bohemia Meridional | Iveta Lutovská         | Top 10                    |                                        | |
| 2008 | Moravia del Sur    | Eliška Bučková         | Top 15                    |                                        | |
| 2007 | Praga              | Lucie Hadašová         | Top 15                    |                                        | |
| 2006 | Praga              | Renata Langmannová     | No clasificó              |                                        | |
| 2005 | Praga              | Kateřina Smejkalová    | No clasificó              | - Mejor Traje Nacional (1.ª finalista) | |

### Miss Tierra República Checa
: Declarada como ganadora
     : Terminó como finalista
     : Terminó como una de las semifinalistas o cuartofinalistas
     : Terminó como ganadora de premios especiales
| Año  | Región                                                         | Česká Miss Tierra                                              | Posición en Miss Tierra                                        | Premios especiales                                                                       | Notas |
| ---- | -------------------------------------------------------------- | -------------------------------------------------------------- | -------------------------------------------------------------- | ---------------------------------------------------------------------------------------- | --- |
| 2024 | Por determinar                                                 | Por determinar                                                 | Por determinar                                                 | Por determinar                                                                           | Por determinar |
| 2023 | Bohemia Meridional                                             | Kristýna Pavlovičová                                           | No clasificó                                                   |                                                                                          | |
| 2022 | Vysočina                                                       | Anezka Heralecká                                               | Top 20                                                         |                                                                                          | Designada: Heralecká, una finalista del Česká Miss 2022, fue designada para competir debido a que la finalista estaba programada para competir en 2023. |
| 2021 | Prague                                                         | Adéla Štroffeková                                              | Top 20                                                         | - Talento (Creatividad)                                                                  | |
| 2020 | Debido al impacto de pandemia de COVID-19, no compitió en 2020 | Debido al impacto de pandemia de COVID-19, no compitió en 2020 | Debido al impacto de pandemia de COVID-19, no compitió en 2020 | Debido al impacto de pandemia de COVID-19, no compitió en 2020                           | Debido al impacto de pandemia de COVID-19, no compitió en 2020                                                                                          |
| 2019 | Hradec Králové                                                 | Klára Vavrušková                                               | Miss Agua (2.ª finalista)                                      | - Mejor en Traje de Baño (Aire) - Mejor Traje Nacional (Europa)                          | |
| 2018 | Praga                                                          | Tereza Křivánková                                              | No clasificó                                                   |                                                                                          | |
| 2017 | Pardubice                                                      | Iva Uchytilová                                                 | Top 8                                                          |                                                                                          | |
| 2016 | Moravia-Silesia                                                | Kristýna Kubíčková                                             | No clasificó                                                   | - Talento (Grupo 3)                                                                      | |
| 2015 | Moravia-Silesia                                                | Karolína Mališová                                              | Top 16                                                         | - Construcción de muñecos de nieve                                                       | |
| 2014 | Olomouc                                                        | Nikola Buranská                                                | No clasificó                                                   | - Miss Placenta                                                                          | |
| 2013 | Pardubice                                                      | Monika Leová                                                   | No clasificó                                                   |                                                                                          | |
| 2012 | Moravia del Sur                                                | Tereza Fajksová                                                | Miss Tierra 2012                                               | - Miss Kaolin Sea - Desafío de Pintura - Traje de Resort - Traje de Noche - Miss Amistad | |
| 2011 | Moravia-Silesia                                                | Šárka Cojocarová                                               | No clasificó                                                   | - Mejor en Traje de Baño                                                                 | |
| 2010 | Karlovy Vary                                                   | Carmen Justová                                                 | Top 14                                                         | - Mejor en Traje de Noche (Top 5)                                                        | |
| 2009 | Bohemia Meridional                                             | Tereza Budková                                                 | No clasificó                                                   | - Miss Fotogénica - Best in Eco-Bag Design Wear                                          | |
| 2008 | Vysočina                                                       | Hana Svobodová                                                 | Top 16                                                         |                                                                                          | |
| 2007 | Praga                                                          | Eva Čerešňáková                                                | Top 16                                                         |                                                                                          | |
| 2006 | Praga                                                          | Petra Soukupová                                                | Top 8                                                          |                                                                                          | |
| 2005 | Vysočina                                                       | Zuzana Štěpanovská                                             | Top 16                                                         |                                                                                          | |

### Miss Global República Checa
: Declarada como ganadora
     : Terminó como finalista
     : Terminó como una de las semifinalistas o cuartofinalistas
     : Terminó como ganadora de premios especiales
| Año  | Región          | Česká Miss Global | Posición en Miss Global | Premios especiales | Notas       |
| ---- | --------------- | ----------------- | ----------------------- | ------------------ | ----------- |
| 2023 | Moravia-Silesia | Marie Danči       | No clasificó            |                    |             |
| 2022 | No compitió     | No compitió       | No compitió             | No compitió        | No compitió |
| 2019 | Praga           | Karolína Kokešová | Miss Global 2019        |                    |             |

### Miss Mundo República Checa (2010-2016)
: Declarada como ganadora
     : Terminó como finalista
     : Terminó como una de las semifinalistas o cuartofinalistas
     : Terminó como ganadora de premios especiales
En 2010, el concurso adquirió la licencia de Miss Mundo y la perdió en 2016.
| Año  | Región          | Česká Miss Mundo  | Posición en Miss Mundo | Premios especiales                            | Notas |
| ---- | --------------- | ----------------- | ---------------------- | --------------------------------------------- | ----- |
| 2016 | Prague          | Natalie Kotková   | No clasificó           | - Talento (Top 21) - Deportes (Top 24)        |       |
| 2015 | Pardubice       | Andrea Kalousová  | No clasificó           |                                               |       |
| 2014 | Moravia-Silesia | Tereza Skoumalová | No clasificó           | - Top Model (Top 20) - Deportes (Top 32)      |       |
| 2013 | Moravia del Sur | Lucie Kovandová   | No clasificó           | - Belleza Playera (Top 34)                    |       |
| 2012 | Pardubice       | Linda Bartošová   | No clasificó           | - Belleza Playera (Top 10) - Talento (Top 25) |       |
| 2011 | Moravia del Sur | Denisa Domanská   | No clasificó           | - Talento (Top 20)                            |       |
| 2010 | Pilsen          | Veronika Machová  | No clasificó           | - Belleza Playera (Top 20)                    |       |